# ルナ22号
ルナ22号（ロシア語: Луна-22）とは、1974年にソビエト連邦が打ち上げた月探査機である。月を周回する軌道に投入されて観測を行った。

## 概要
ルナ22号は月の周回軌道上から観測を行うために設計された月探査機である。観測の内容は多岐にわたり、カメラによる撮影、磁場の観測、月面のガンマ線放射の観測、月面の岩石の組成の調査、重力場の調査、流星塵や宇宙線の観測が行われた。
ルナ22号は1974年5月29日にバイコヌール宇宙基地からプロトンロケットを用いて打ち上げられた。探査機は宇宙待機軌道から月へ向かい、6月2日に月を周回する軌道に入った。月軌道上では複数回にわたり軌道を変更しながら観測を続けた。最大で25kmまで月面に近づいたこともあった。
1975年9月2日に軌道変更用の燃料が底をつき、同年11月はじめに運用を終了した。